# Primo maresciallo dell'Impero
Primo maresciallo dell'Impero fu un titolo onorifico militare istituito il 2 aprile 1938 per iniziativa spontanea di un gruppo di deputati e senatori fascisti, con l'intento di celebrare il ruolo svolto da Benito Mussolini nel successo ottenuto nella guerra d'Etiopia, cui seguì la proclamazione dell'Impero italiano.
Fu attribuito per legge al Re Vittorio Emanuele III di Savoia e alla persona di Benito Mussolini.
Da questo fatto si generò una polemica negli ambienti monarchici, che non concepivano nella gerarchia militare l'equiparazione del Re ad un'altra personalità, fosse anche il Capo del Governo: l'episodio si inserisce quindi nella "crisi della diarchia" che, a partire dal 1938, sancì una progressiva espansione dello Stato totalitario anche nei confronti della monarchia sabauda.

## Testo
La legge 2 aprile 1938, n. 240 istituì in soli due articoli il nuovo grado supremo delle Forze armate del Regno d'Italia: 
È creato il grado di Primo Maresciallo dell'Impero.

Art. 2.

Tale grado è conferito a Sua Maestà il Re Imperatore e a Benito Mussolini, Duce del Fascismo.»
L'attribuzione fu quindi conferita esclusivamente a re Vittorio Emanuele III, quale Capo dello Stato, e a Benito Mussolini nella sua funzione di Duce del Fascismo, il quale ricopriva anche la carica di Capo del Governo primo ministro segretario di Stato.
Il distintivo del grado era una doppia greca sormontata da un'aquila sul cappello e sulle maniche della giacca.

## Storia
Il 30 marzo 1938 la Camera approvò per acclamazione la proposta di legge, presentata la mattina stessa. Il presidente della Camera Costanzo Ciano e il segretario del PNF Achille Starace, alla guida di un gruppo di deputati, marciarono su palazzo Madama e gremirono le tribune (cantando in coro Giovinezza), mentre il presidente del Senato Luigi Federzoni nominò seduta stante una commissione referente presieduta dal generale Giovanni Girolamo Romei Longhena. Questi riferì all'aula dopo una ventina di minuti, mentre i deputati dalle tribune rumoreggiavano; il senatore Asinari di Bernezzo ebbe appena il tempo di informare il monarca degli eventi, che il testo era già stato approvato dall'aula di palazzo Madama per acclamazione.
Il Re si rifiutò, in un primo tempo, di firmare la legge, anche perché non ne era stato preventivamente informato e le modalità di approvazione parlamentare erano alquanto irrituali (basti dire che l'intero iter di approvazione da parte delle due camere si svolse nella giornata del 30 marzo 1938).
Le rimostranze di Vittorio Emanuele III furono veementi, tanto da dire a Mussolini che gli portava la legge da firmare: «Questa legge è un altro colpo mortale contro le mie prerogative sovrane. [...] questa equiparazione mi crea una posizione insostenibile perché è un'altra patente violazione dello statuto del Regno» e che avrebbe preferito abdicare, se l'Italia non fosse stata in quel mentre attiva sul fronte spagnolo, pur di non indossare quella doppia greca.

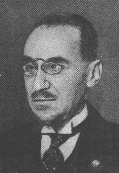
Santi Romano, all'epoca presidente del Consiglio di Stato del Regno

La questione fu allora sottoposta, per un parere, all'allora presidente del Consiglio di Stato, il celebre giurista Santi Romano, che ritenne legittima l'istituzione del grado e la sua attribuzione al Re e al Capo del Governo.
Su tale parere re Vittorio Emanuele III ebbe a pronunciare parole durissime:
(Vittorio Emanuele III di Savoia)
Ad ogni modo, l'argomento del vizio in procedendo - per il quale era stato violato l'art. 46 del Regolamento della Camera dei Deputati, che prescrive che su ogni disegno di legge deve essere presentata una relazione, da stamparsi e distribuirsi ventiquattro ore prima che si apra la discussione, salvo il caso che la Camera determini altrimenti - fu confutato da Santi Romano col richiamo al diritto parlamentare inglese, secondo cui le norme dei Regolamenti che attengono ai c.d. interna corporis «sono internamente sottratti ad ogni controllo, che non sia esso stesso interno, cioè del Presidente». Ciò - molto malvolentieri, visto l'uso pretestuoso del diritto parlamentare da parte di uno Stato dittatoriale - persuase il Re alla firma.

## Scopo della legge
Il grado di Primo Maresciallo dell'Impero aveva evidentemente la funzione di equiparare Mussolini a re Vittorio Emanuele III nella gerarchia militare, e dunque di tentare in un secondo momento di estromettere il sovrano dalla funzione di comando delle Forze Armate. Già nel giugno di quello stesso 1938, ad esempio, «la dittatura fascista aveva scelto di rimarcare il suo predominio sulla monarchia sabauda» nel cuore stesso di Palazzo Madama: l’antica lapide marmorea che ricordava Vittorio Emanuele II, in occasione della prima seduta del Senato del Regno a Roma nel 1871, «fu rimossa per innalzare una stele consacrata alla guerra d’Etiopia, con bassorilievi inneggianti a Mussolini ed alla “conquista dell’impero”». Sulla stessa linea, il 29 aprile 1943 la cerimonia del giuramento dei senatori di nuova nomina si svolse per la prima volta «in assemblea ristretta, davanti alle commissioni riunite e al presidente del Senato. In questo modo si indeboliva anche simbolicamente l'autorità monarchica».
Ma la legge aveva anche un valore ideologico, nella costruzione della figura del Duce nella dottrina fascista, forse addirittura per pregiudicare la successione del principe Umberto al trono. Subito dopo la guerra d'Etiopia e la proclamazione dell'Impero, molti intellettuali di punta del Regime iniziarono a chiedersi come risolvere il problema della "diarchia" nell'ambito della costruzione dello Stato totalitario. Ad esempio Carlo Costamagna era convinto del fatto che se l'Italia fascista, erede della Roma imperiale, ambiva a dar vita ad una Europa unita, la diarchia doveva necessariamente essere eliminata.
Anche Giuseppe Bottai arrivò alla conclusione che, per entrare nella fase "totalitaria" del Fascismo, ci fosse bisogno di un Duce che assumesse su di sé le più importanti cariche dello Stato (ed il primo maresciallato era una di queste). Nel suo diario Bottai, però, scrisse che "il prossimo duce sarà Umberto". Dunque l'istituzione del grado di Primo Maresciallo dell'Impero poteva non essere un'iniziativa mirante a svuotare l'istituto monarchico delle sue prerogative (nonostante Mussolini avesse pensato più volte in quel periodo di liberarsi della Monarchia); almeno per un ideologo come Bottai essa puntava, anzi, ad amalgamare l'autorità dinastico-monarchica con quella dello "Stato nuovo" costruito dal Fascismo.

## Seguiti alla caduta del Fascismo
L'autore John Gooch dichiara in una sua opera che il grado spettò anche a Pietro Badoglio, a seguito della nomina a Capo del Governo, pur apparendo il fatto dubbio, in quanto la legge istitutiva indicava espressamente i soli Vittorio Emanuele III e Benito Mussolini quale beneficiari del grado onorifico. Il titolo divenne obsoleto con la caduta del fascismo nel 1943 e venne implicitamente abrogato con l'abolizione della monarchia in Italia nel 1946 e la successiva entrata in vigore della Costituzione della Repubblica Italiana nel 1948.
La legge istitutiva è stata abrogata definitivamente dal decreto-legge 22 dicembre 2008, n. 200, convertito, con modificazioni, dalla legge 18 febbraio 2009, n. 9.

## Elenco
- Vittorio Emanuele III di Savoia (1938)
- Benito Mussolini (1938)